# Oligoszacharid
Az oligoszacharidok néhány (általában 3–10) monoszacharidból álló vegyületek. Édes ízűek. A természetben ritkán fordulnak elő, ezek is többnyire triszacharidok (pl. raffinóz).
Néha a diszacharidokat is az oligoszacharidok közé sorolják.